# 口寄せ
口寄せ（くちよせ）とは、霊を自分に降霊（憑依）させて、霊の代わりにその意志などを語ることができるとされる術。または、それを行う人である。

## 日本

### 概要
死霊、生霊、神仏などの霊体を自らの体に乗り移らせて、その言葉を語らせる降霊術の一種とされ、霊能者や巫女が行うことが多い。青森県のイタコが有名であるが、特定の地域だけでなく全国的に存在し、地方によって、「アガタ」、「アリマサ」、「イタコ」、「インヂコ」、「大弓」、「オカミン」（三陸地方）、「カミサマ」、「座下し（くらおろし）」、「笹ハタキ」、「信濃巫」、「タタキミコ」、「ミコ」、「盲女僧」、「モリコ」、「ワカ」、等と呼ばれる。
口寄せにもいくつか種類があり、神霊に伺いをたてるものが神口（カミクチ）、死者の言葉を伝えるものが仏口（ホトケクチ）という。また、生きている者や葬儀の終わっていない死者の霊に対しての口寄せを生口（イキクチ）、葬儀が終わった死者に対しての口寄せを死口（シニクチ）と言う。
たいていは得意先が存在し、ある特定のコミュニティにのみ依頼されている。そのため、普通は歩き巫女と呼ばれるように、決まった住居を持たず放浪していたが、越後の万日と呼ばれる口寄せが、被災地、戦場跡に居住し死者の供養をしているように、定住するものもいる。
通常、梓巫女などは太鼓を叩き、弓を鳴らして降霊を行うが、南方熊楠によれば、関西にいたシナノミコ（信濃巫）は、外法箱と呼ばれる猿の頭蓋骨を入れた箱に寄りかかり、降霊を行ったという。
山本吉左右によれば、かつてマンコと呼ばれた「夭折した子供の口寄せをする巫」が、子を亡くした親の物語を伝えながら各地を放浪したため、『曽我物語』に登場する曽我兄弟の母（原典では無名）を代表とする、各種の物語にマンコウという名の「悲劇の母」がついたという。
身寄りのない子供の養育（取り子）も行ったとされる。
明治10年(1877)には「狐憑きを落とすような祈祷をしたり、玉占いや口寄せを業としているものが庶民を幻惑している。以降、こうした行為をいっさい禁止する。厳重に取り締まるべし」といった占い禁止令が各府県に通達された。

### 記述・記録
『吾妻鏡』の13世紀中頃の記述として、「建長4年（1252年）1月12日条、刑部儈正長賢の霊が13歳の少女（伊勢前司の郎等の女）に小託せしむ。承久年中の旨の語り事と伝えられる。件の女には、にわかに狂気あり」と冷静に記されている。

## 海外

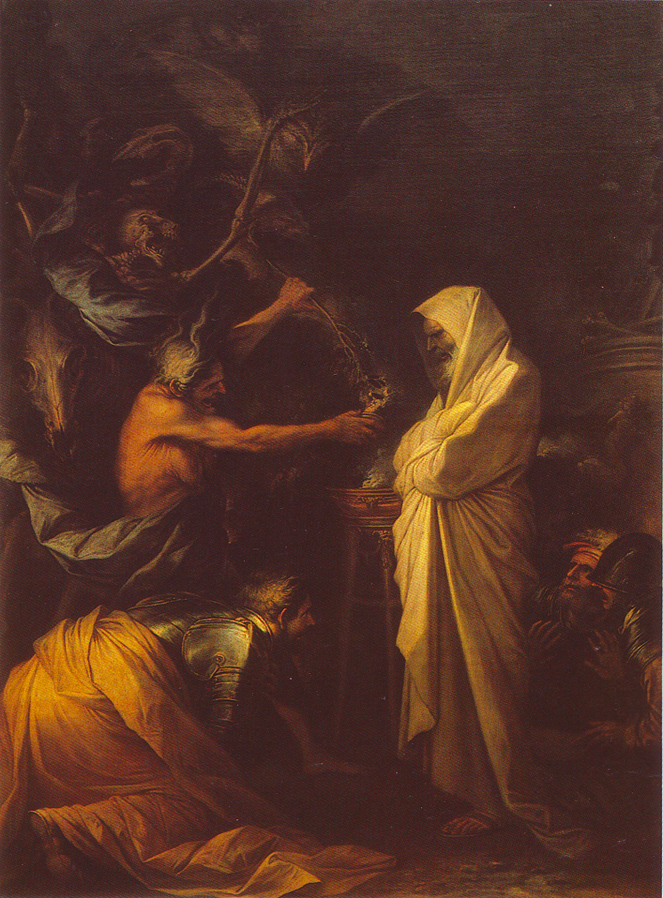
サルヴァトル・ローザ『エン・ドルの口寄せの家でサウルに現れるサムエルの霊』1668年 ルーブル美術館

イスラエル王国の初代国王サウルは、ペリシテ軍がシュネムに陣を取った際、恐れて主(神)に伺いをたてるが答えを得られず、自ら断ち滅ぼしたはずの口寄せに頼った。すると、亡き士師サムエルが現れるが「主はイスラエルの軍勢をペリシテびとの手に渡される」と言い渡される。

## フィクションに登場する口寄せ
- 崔樹深小姫、椚アイ（『低俗霊DAYDREAM』）
- 葉月いずな（『地獄先生ぬ〜べ〜』）
- 恐山アンナ（『シャーマンキング』）
- 染井芳乃（『スプリガン』）
- 『NARUTO -ナルト-』：口寄せの術を参照。
- 原真砂子（『ゴーストハント』）
- イタコ八郎（『モンモンモン』）
- 恐イタ子（『神のちから』）
- 綾里真宵（『逆転裁判シリーズ』）
- 百石（『ぬらりひょんの孫』）
- 西森柚咲（『Charlotte』）